# 伊藤文郎
伊藤 文郎（いとう ぶんろう、1954年（昭和29年）3月9日 - ）は、日本の政治家。愛知県津島市長（2期）、社会保険診療報酬支払基金理事長などを務めた。

## 経歴
愛知県津島市生まれ。1977年に名古屋大学農学部を卒業後、肥料販売会社の社長を務めた。1992年、津島青年会議所理事長に就任。1996年、津島簡易裁判所民事調停委員に就任。2003年、津島市教育委員会委員に就任。
2003年8月10日、津島市長の三輪優がやり直し選挙で当選。その後、4月の市長選の際の選挙違反で陣営の選対本部長の有罪判決が確定したことを受け、名古屋高検は同年8月25日、三輪に連座制を適用し、同じ選挙区から5年間の立候補禁止を求める行政訴訟を名古屋高裁に起こした。検察側の訴えは認められ、三輪は2007年4月30日の任期満了をもって退任することとなり、伊藤を後継指名した。2007年4月22日に行われた津島市長選挙に立候補し、会社社長の横江勇雄と元市議の古野暁を破り初当選した。
2009年、中央社会保険医療協議会委員に就任。
2011年に再選。市長任期中は医療崩壊状態となっていた津島市民病院の立て直しにあたった。
2014年、国民健康保険中央会常勤監事に就任。同年3月31日、津島市民病院の経営問題をめぐる発言の責任をとり辞職。
2016年、社会保険診療報酬支払基金理事長に就任。
2024年（令和6年）11月の秋の叙勲において、旭日双光章を受章した。